# Лилянце
Лилянце или Лилянци (на сръбски: Љиљанце или Ljiljance) е село в община Буяновац, Пчински окръг, Сърбия. В 2002 година селото има 535 жители – 533 сърби и двама украинци.

## История
В края на XIX век Лилянце е село в Прешевска кааза на Османската империя. Църквата „Свети Прокопий“ е от 1889 година. Според статистиката на Васил Кънчов от 1900 г. Лелянце е населявано от 390 жители българи християни. Според патриаршеския митрополит Фирмилиан в 1902 година в Лилянце има 58 сръбски патриаршистки къщи. По данни на секретаря на Българската екзархия Димитър Мишев в 1905 в Лианци (Liantzi) има 480 българи патриаршисти гъркомани.
При избухването на Балканската война в 1912 година един човек от Лилянце е доброволец в Македоно-одринското опълчение.

## Население
- 1948 – 707 жители
- 1953 – 713 жители
- 1961 – 738 жители
- 1971 – 658 жители
- 1981 – 577 жители
- 1991 – 552 жители
- 2002 – 535 жители

## Личности
Родени в Лилянце
- Димитър Стоянов (1878 – ?), македоно-одрински опълченец, 3 рота на 7 кумановска дружина[6]